# Rhamnus cordata
Rhamnus cordata är en brakvedsväxtart som beskrevs av Medwedew. Rhamnus cordata ingår i släktet getaplar, och familjen brakvedsväxter. Inga underarter finns listade i Catalogue of Life.